# Lil’ Cease
Lil’ Cease (* 25. Juli 1976 in Brooklyn, New York, NY; eigentlich James Lloyd Jr.) ist ein US-amerikanischer Rapper und der Cousin von Notorious B.I.G.
Lil’ Cease wuchs bei seiner Mutter und seinen sieben Schwestern auf. Er dealte mit Drogen und rappte aus Spaß, bis Notorious B.I.G. ihn zu seiner Crew holte. Er veröffentlichte mit Come With Me sein erstes Soloalbum. Die Singles Come With Me und Don’t Say It (feat. Lil’ Kim) wurden ebenfalls große Erfolge. Beide Singles konnten sich in den Top Ten der Billboard Charts platzieren, wobei Don’t Say It zwei Wochen den ersten Platz belegten. Lil’ Cease arbeitete mit Stars wie Puff Daddy, Notorious B.I.G., Lil’ Kim und Ma$e zusammen. Nach dem Tod von Notorious B.I.G. zog er sich aus dem Rapgeschäft zurück und wurde Geschäftsführer eines Restaurants in New York. Er ist verheiratet und hat eine Tochter.

## Veröffentlichungen
- 1996: Come With Me
- 1996: Don’t Say It (feat. Lil’ Kim)
- 1999: Play Around (Atlantic Record)
- 1999: The Wonderful World of Cease A Leo (Atlantic Record)